# Azteca (djur)
Azteca är ett släkte av myror. Azteca ingår i familjen myror.

## Bildgalleri

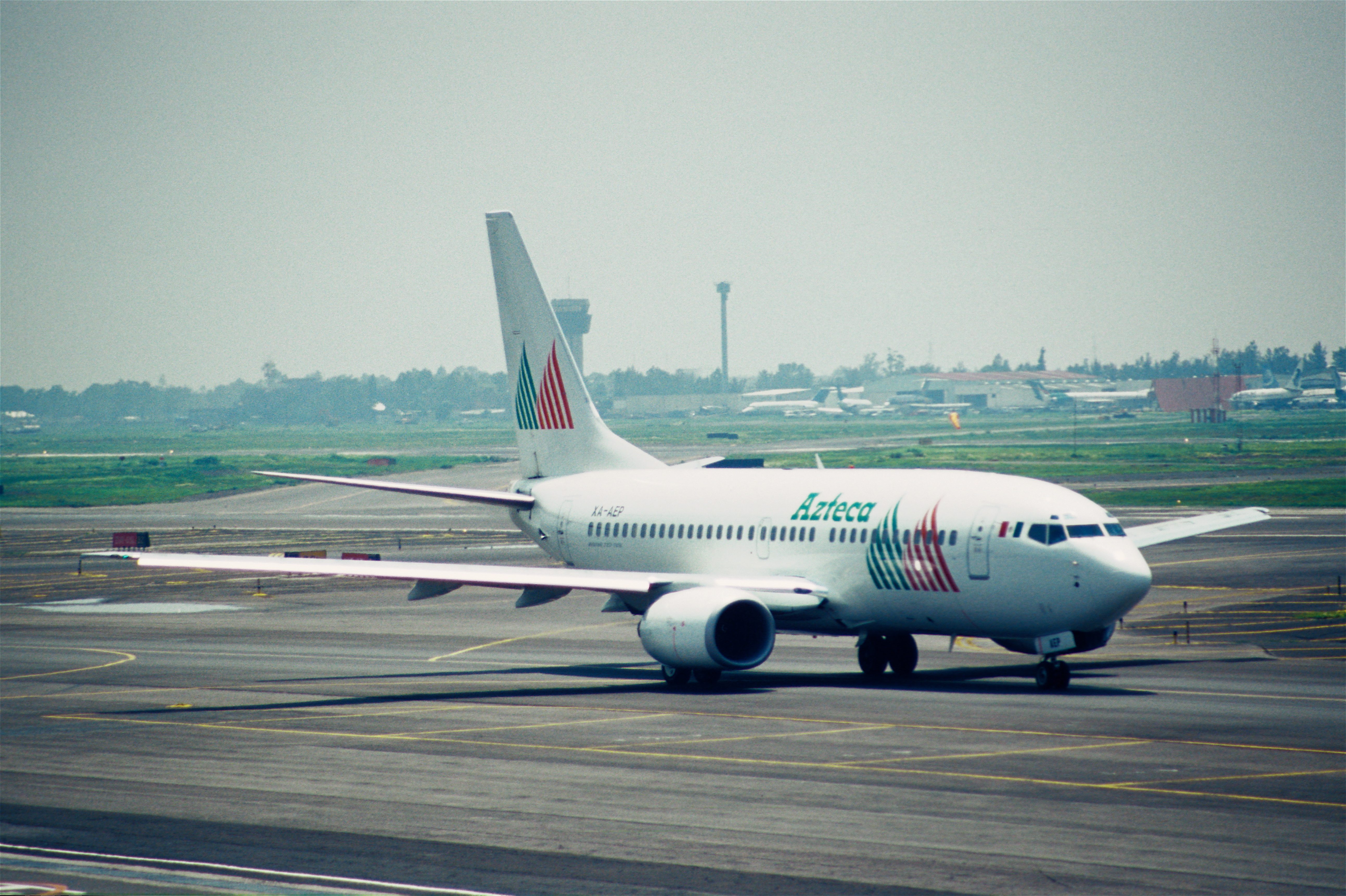

## Dottertaxa tillAzteca, i alfabetisk ordning[1]
- Azteca adrepens
- Azteca aesopus
- Azteca alfari
- Azteca alpha
- Azteca angusticeps
- Azteca aragua
- Azteca aurita
- Azteca australis
- Azteca barbifex
- Azteca bequaerti
- Azteca brevicornis
- Azteca brevis
- Azteca chartifex
- Azteca christopherseni
- Azteca coeruleipennis
- Azteca constructor
- Azteca coussapoae
- Azteca crassicornis
- Azteca delpini
- Azteca depilis
- Azteca duckei
- Azteca duroiae
- Azteca emeryi
- Azteca eumeces
- Azteca fasciata
- Azteca fiebrigi
- Azteca forelii
- Azteca foveiceps
- Azteca gnava
- Azteca godmani
- Azteca goeldii
- Azteca huberi
- Azteca hypophylla
- Azteca iheringi
- Azteca instabilis
- Azteca isthmica
- Azteca jelskii
- Azteca lallemandi
- Azteca lanuginosa
- Azteca lattkei
- Azteca longiceps
- Azteca lucida
- Azteca luederwaldti
- Azteca mayrii
- Azteca merida
- Azteca minor
- Azteca muelleri
- Azteca olitrix
- Azteca ovaticeps
- Azteca paraensis
- Azteca petalocephala
- Azteca pittieri
- Azteca polymorpha
- Azteca prorsa
- Azteca salti
- Azteca schimperi
- Azteca schumannii
- Azteca sericea
- Azteca severini
- Azteca stanleyuli
- Azteca stigmatica
- Azteca stolli
- Azteca subopaca
- Azteca tachigaliae
- Azteca theresiae
- Azteca tonduzi
- Azteca trailii
- Azteca trianguliceps
- Azteca trigona
- Azteca ulei
- Azteca velox
- Azteca xanthochroa